# Пионерская улица (Зеленогорск)

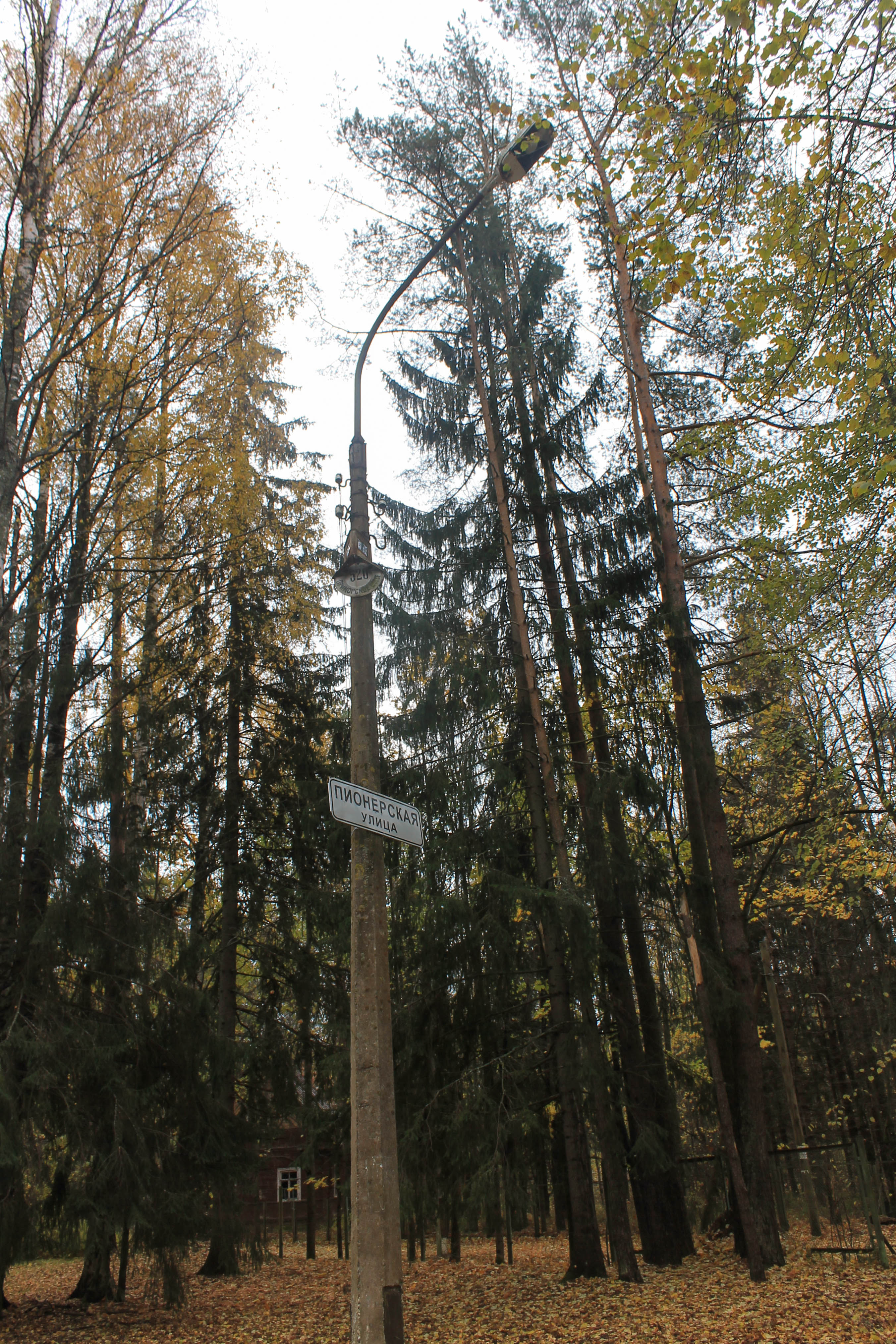

Пионе́рская у́лица — улица в городе Зеленогорске Курортного района Санкт-Петербурга. Проходит от Приморского шоссе до Финского залива.
Изначально, с 1920-х годов, улица носила иное название — Tikankatu. С финского языка оно переводится как Дятловая улица. Она включала дорогу, которая ведет к военному дому отдыха «Зеленогорск» (Приморское шоссе, 520). Впрочем, на геодезической карте конца 1970-х — начала 1980-х Пионерской улицей была дорога к дому отдыха, а нынешняя трасса Пионерской улицы — Пионерским переулком.
После войны улицу переименовали в Пионерскую — в честь Всесоюзной пионерской организации.
31 декабря 2008 года был упразднен восточный участок улицы, поскольку этот участок проходит по двум сформированным земельным участкам.
До 2018 года при въезде на Пионерскую улицу с Приморского шоссе стоял знак «Въезд запрещен».